# Hishimonus ventralis
Hishimonus ventralis är en insektsart som beskrevs av Cai och He. Hishimonus ventralis ingår i släktet Hishimonus och familjen dvärgstritar. Inga underarter finns listade i Catalogue of Life.